# Askia Mohammed II Benkan
Askia Mohammed II Benkan est le troisième empereur songhaï de la dynastie Askia de 1531 à 1537.

## Biographie
Il était le fils d’Amar Komzago,  le puissant Kurmina-fari qui dirigeait les provinces occidentales du Songhaï depuis Tindirma sous le règne de son frère le célèbre monarque Askia Mohammed Touré le Grand. Des légendes ultérieures affirment qu'il est né par césarienne et que Sonni Ali Ber lui-même avait prophétisé qu'il serait un fléau pour la lignée de son oncle. Il a passé une grande partie de sa jeunesse à étudier à la mosquée Sankoré de Tombouctou.
Mohammed Benkan a pris part au coup d'État de son cousin Askia Monzo Moussa, contre Askia Mohammed Ier, et a été nommé au prestigieux titre de Kurmina-fari, que son père avait détenu avant lui. Il rejoignit plus tard certains des frères d'Askia Moussa pour comploter l'assassinat de l'empereur dans le village de Mansura le mercredi 12 avril 1531. Lorsque le chef du putsch, Ali Wāy, revint à Gao pour revendiquer le trône, ils découvrirent que Mohammed Benkan s'était proclamé Askia en leur absence. Face au fait accompli, ils ne pouvaient rien faire,.
Pour sécuriser sa position, Benkan exila Askia Mohammed, son oncle paternel, sur l'île de Kangaga dans le fleuve Niger à l'ouest de Gao. Il a nommé son frère Uthman ibn Amar comme Kurmina-fari. Le Tarikh al-Sudan contient cette description de sa cour :

« Askiya Muhammad Bonkana aménagea magnifiquement la cour, l'agrandissant, la décorant et l'embellissant avec plus de courtisans que jamais auparavant. Il a fourni des vêtements somptueux, inventé différents types d'instruments de musique (des versions du fotorifo en forme de trompette et du tambour gabtanda au son profond) et parrainé de nombreux chanteurs et chanteuses. Il a distribué d’abondantes largesses et bienfaits. Durant son règne, des faveurs divines furent accordées, des portes furent ouvertes et des bénédictions furent déversées. »

Quand Mohammed Benkan accéda au trône trois ans plus tard, il tenta d’inverser la politique de son oncle consistant à s’appuyer sur les villes, préférant au contraire gagner le soutien des paysans. Son règne a également vu le développement d'une puissante bureaucratie composée d'esclaves eunuques à Gao.  Cependant, une série d'échecs militaires, notamment une terrible défaite face à Muhammadu Kanta, le Sarkin de Kebbi, et une défaite désastreuse contre les Mossi où Mohammed Benkan fit personnellement preuve de lâcheté, minèrent son autorité. 
Après une série de revers militaires, Mohammed Benkan fut lui-même déposé en 1537 et remplacé par Askia Ismaïl, fils d'Askia el-hajj Mohammed. Après avoir tenté de se regrouper à Tindirma avec son frère, il s'exile au Mali,. Mohammed Bonkana est devenu aveugle avant de mourir vers 1559.